# Carsten Keuler
Carsten Keuler (* 30. August 1971 in Witten) ist ein ehemaliger deutscher Fußballspieler und heutiger Trainer.

## Karriere
Mit 14 Jahren wechselte der Verteidiger im Sommer 1986 vom FV Engers 07 zur Jugendabteilung des 1. FC Köln, schaffte dort später den Sprung in die Bundesliga und bestritt 1992 auch eine Partie im UEFA-Pokal gegen Celtic Glasgow (0:3). In dieser Zeit absolvierte Keuler außerdem zwei Begegnungen für die deutsche U-21-Nationalmannschaft, eine davon am 14. Dezember 2013 während der EM-Qualifikation in Córdoba gegen Spanien (1:3), als er in der 75. Minute für Carsten Jancker eingewechselt wurde. 1994 verließ er Köln dann in Richtung Zweitligist SG Wattenscheid 09. Weitere Stationen in den folgenden Spielzeiten waren der 1. FC Nürnberg, die SpVgg Unterhaching sowie die Stuttgarter Kickers. Im Sommer 2001 wechselte er zum SSV Jahn Regensburg in die Regionalliga, mit denen er 2003 noch einmal in die 2. Bundesliga zurückkehrte. 2005 beendete er seine  Profilaufbahn beim SV Wehen. Anfang 2007 spielte er noch bei der SpVgg Bendorf in der Kreisliga A im Kreis Koblenz. Im Januar 2008 wechselte Keuler als Spieler zurück zu seinem Heimatverein FV Engers 07 in der Oberliga Südwest, bei dem er auch gleichzeitig den Posten des Sportchefs übernahm. Am 20. September 2008 übernahm Keuler das Traineramt des Klubs nach dem Rücktritt vom Dieter Finkler und fungierte zunächst als Spielertrainer, später als Cheftrainer. Von 2013 bis 2021 arbeitet Carsten Keuler dann als Trainer des SSV Heimbach-Weis in der Kreisliga A Westerwald/Wied.

## Erfolge
- Aufstieg in die Bundesliga: 1999
- Aufstieg in die 2. Bundesliga: 1997, 2003